# Barry (Illinois)
Barry és una població dels Estats Units a l'estat d'Illinois. Segons el cens del 2000 tenia 1.368 habitants.

## Demografia
Segons el cens del 2000, Barry tenia 1.368 habitants, 552 habitatges, i 363 famílies. La densitat de població era de 463,3 habitants/km².
Dels 552 habitatges en un 29,5% hi vivien nens de menys de 18 anys, en un 52,5% hi vivien parelles casades, en un 10,3% dones solteres, i en un 34,2% no eren unitats familiars. En el 32,4% dels habitatges hi vivien persones soles el 20,3% de les quals corresponia a persones de 65 anys o més que vivien soles. El nombre mitjà de persones vivint en cada habitatge era de 2,32 i el nombre mitjà de persones que vivien en cada família era de 2,91.
Per edats la població es repartia de la següent manera: un 23,2% tenia menys de 18 anys, un 7,4% entre 18 i 24, un 24,3% entre 25 i 44, un 21,4% de 45 a 60 i un 23,8% 65 anys o més.
L'edat mediana era de 41 anys. Per cada 100 dones de 18 o més anys hi havia 79,4 homes.
La renda mediana per habitatge era de 27.635 $ i la renda mediana per família de 37.143 $. Els homes tenien una renda mediana de 26.607 $ mentre que les dones 18.050 $. La renda per capita de la població era de 18.097 $. Aproximadament el 9,2% de les famílies i l'11,5% de la població estaven per davall del llindar de pobresa.

## Poblacions properes
El següent diagrama mostra les poblacions més properes.